# 金伯莉·奇特尔
金伯莉·A·奇特尔（英語：Kimberly A. Cheatle，1972年8月15日—），美国执法人员，2022年9月出任美国特勤局第27任局长。奇特尔曾在美国特勤局服役超过25年，在担任多项职务。
2024年7月，时任特勤局长奇特尔因唐納·川普遇刺案的處置受到了广泛批评和辞职呼吁，因此在事發的一周之後引咎辭職。